# Oligosoma gracilicorpus
Oligosoma gracilicorpus је гмизавац из реда Squamata и фамилије Scincidae. 

## Угроженост
Подаци о распрострањености ове врсте су недовољни.

## Распрострањење
Нови Зеланд је једино познато природно станиште врсте.

## Станиште
Врста Oligosoma gracilicorpus има станиште на копну.